# Belton Regio
La Belton Regio è una struttura geologica della superficie di Plutone.